# Quincunx (moneta)

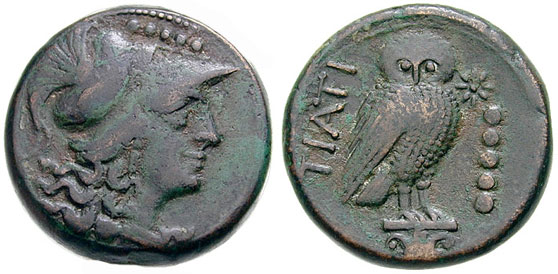
Quincunx wybity w Teate, 225-200 p.n.e.

Quincunx (łac. quinque - pięć i uncia - dwunasta część) – rzymska moneta brązowa równa 5/12 asa. 
Na powierzchni tej monety jej nominał tłoczono w postaci pięciu kropek, co stało się przyczyną nazwania pięciokropkowego układu geometrycznego (jak na kościach do gry, kostkach domino albo na kartach do gry) nazwą quincunx (w spolszczeniu kwinkunks).
Monety o tym nominale bite były jedynie podczas drugiej wojny punickiej (218-201 p.n.e.) w mennicach Luceria (dzis. Lucera), Teate (dzis. Chieti), Larinum (dzis.Larino) oraz w północnej Apulii.